# La reina de les neus

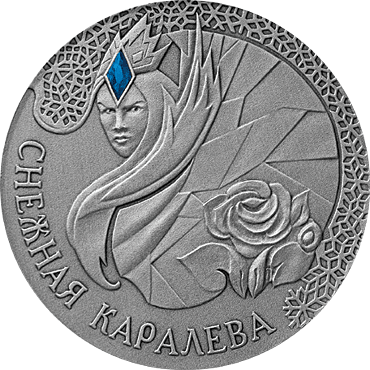
La reina de les neus

La reina de les neus (danès Snedronningen) és un conte de Hans Christian Andersen publicat el 1845 i que ha estat adaptat en diversos formats pel seu èxit. És un conte dividit en set parts o capítols.

## Argument
- Primera part: uns trols fabriquen un mirall màgic,[3] que fa que tot mostri la seva pitjor cara. Volen pujar-lo al cel perquè els àngels es decebin del paradís i abandonin Déu, però en intentar enlairar-lo més enllà dels núvols, el mirall es trenca em mil bocinets.

- Segona part: mentrestant dos nois creixen com a veïns a un petit poble, cuidant junts un jardí de roses. Ell es diu Kai i viu amb la seva àvia, qui sempre li diu que vigili amb la reina de les neus. S'enamora de la noia, Gerda. Una nit d'hivern, apareix la reina de les neus i convida Kai a acompanyar-la però ell refusa per amor a Gerda. Un floc de neu, però, transporta, un trosset de mirall màgic i Kai veu Gerda com massa infantil, així que acaba acompanyant la reina de les neus. Li fa dos petons, que li gelen el cor i no li fa un tercer, que el mataria.

- Tercera part: Gerda no vol escoltar la gent del poble, que li diu que Kai ha mort, i surt a buscar-lo, preguntant a persones i elements de la natura. Aquests l'ajuden en la seva cerca i li donen proves que Kai viu. Enmig d'un bosc, Gerda troba la casa d'una vella que li fa un encanteri perquè oblidi el seu amor i pogui quedar-se amb la noia com a criada. Passen els mesos, Gerda treballa amb la vella amb alegria fins que floreixen les roses i recorda Kai, llavors fuig per continuar buscant-lo.

- Quarta part: Gerda continua interrogant animals i plantes al bosc, fins que la guien cap a un palau reial, on un príncep similar a Kai l'ajuda amb roba i un carro

- Cinquena part: Una petita lladregota captura el carro i es fa amiga de Gerda. Els coloms ensinistrats de la nena han vist Kai i li diuen on és. La lladre li deixa un ren per anar al Pol Nord i alliberar Kai

- Sisena part: Gerda arriba al palau de la reina de les neus, defensat per flocs que l'ataquen com ganivets. Resant un parenostre, els flocs cauen a terra i ella pot continuar avançant

- Setena part: Kai està presoner de la Reina de les neus, que només el deixarà anar si aconsegueix formar amb gel i flocs de neu la paraula «eternitat». Gerda el veu barallant-se amb els flocs enmig d'un llac gelat anomenat Mirall de la Raó. S'acosta a ell i plora d'emoció en veure'l, però ell se n'allunya. Ella plora amb més pena i una llàgrima aconsegueix arribar als ulls de Kai, en emportar el trosset de mirall incrustat. Llavors la mira i la reconeix i comencen a ballar d'alegria. Els flocs de neu segueixen el ritme fins que formen la paraula en un dels seus moviments. Lliures i junts, tornen a casa seva per viure plegats.

## Anàlisi
El missatge cristià és evident en el conte, destinat a nens: primer la supèrbia dels trols, que volen temptar els àngels, és castigada; després el parenostre actua com a amulet contra els flocs de neu i finalment la paraula eternitat, un atribut diví, és la clau per a la llibertat, per sobre de la raó, que envolta el món gelat. Un altre missatge dirigit als nens és la importància de no anar amb estranys i de fer cas als consells de la família, encarnada en l'àvia.
Andersen recull molts elements dels contes de fades, com la bruixa que viu enmig del bosc (igual que a La caseta de xocolata), el nombre tres (si arriba a patir el tercer petó, Kai hauria mort) i el final feliç que acaba amb la parella reunida. Igualment la rosa, símbol d'amor, recorda a les flors de La bella i la bèstia. El mirall màgic prové de la Blancaneus.
També incorpora personatges de la mitologia nòrdica, com els trols que fabriquen el mirall o la neu animada. L'oposició entre llum-bondat i hivern-maldat també prové d'aquest folklore, inspirat en les llargues nits polars. Un dels animals que guia Gerda és un corb, que té els atributs dels corbs que acompanyaven Odin.
El conte s'estructura com una novel·la d'aventures però amb una inversió: és la noia qui creua paisatges i viu perills per salvar el seu enamorat i no un cavaller que rescata una princesa, com acostuma a aparèixer en aquest tipus d'històries.
El nom Gerda és una derivació de la paraula per referir-se a "jardí", per aquest motiu se l'associa a les flors (pures, belles i fràgils, com la dona tradicional). Manté el seu amor intacte malgrat el canvi de Kai i mai no creu que hagi mort, representa la perseverança. Els coloms, un animal de l'amor, li confirmen el que pensa.
La missió que la reina encarrega a Kai apareix com a impossible, ja que l'eternitat cau fora dels dominis humans. La paraula l'alliberarà i li donarà tot el que hi ha al món, com en els conjurs. El poder màgic i creatiu de les paraules ja apareix al llibre Gènesi de la bíblia. Només l'alegria infantil i l'emoció (les llàgrimes de Gerda desfan el mirall i la dansa dels nens encarta els flocs demoníacs) poden aconseguir qualsevol fita. L'amor ha de vèncer diverses proves, la més dura dels quals és la de l'oblit.

## Influència
La reina de les neus ha inspirat nombroses relectures sobre una dona que actua com antagonista, el llegat més evident apareix a Les Cròniques de Nàrnia, amb la bruixa blanca, igualment freda i perversa. Moltes novel·les de fantasia l'incorporen com a personatge.
El conte ha estat adaptat al cinema i la televisió en diverses ocasions, entre les quals destaquen la versió en dibuixos animats feta pels prestigiosos estudis russos Soiuzmultfilm (1957) i que va guanyar nombrosos premis, un curt animat nord-americà narrat per Sigourney Weaver (1992), un anime japonès de TMS Entertainment (2005) i una minisèrie de la BBC (2005). Existeixen igualment ballets homònims, incloent un ball d'acrobàcies sobre gel.